# Zatoka Leśna
Zatoka Leśna – osada leśna w Polsce położona w województwie warmińsko-mazurskim, w powiecie ostródzkim, w gminie Miłomłyn. 
W latach 1975–1998 położona była w województwie olsztyńskim.
Nie mylić z osadą Zatoką w granicach Miłomłyna, wzdłuż ulicy Leśnej.